# Liste traditioneller chinesischer Keramikbrennofentypen

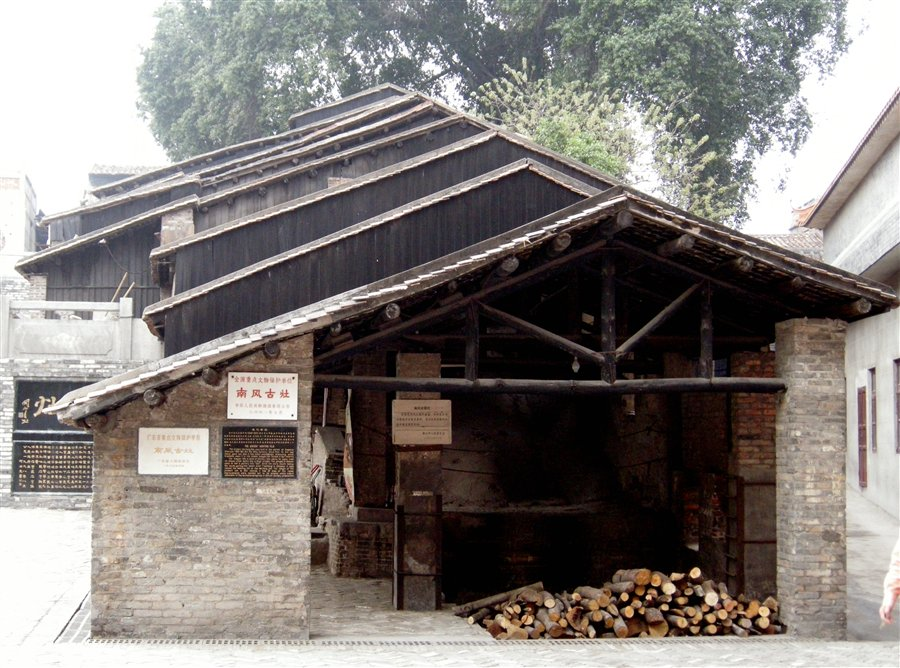
Der denkmalgeschützte Alte Nanfeng-Brennofen (ein Drachen-Brennofen)

Dies ist eine Liste traditioneller chinesischer Keramik- bzw. Porzellanbrennofentypen (siehe auch Liste alter chinesischer Keramikbrennöfen).

## Tabellarische Übersicht
| Typ (Pinyin/chin.) | Übersetzung                          | Kurzbeschreibung | Stätten (Beispiel)               |
| ------------------ | ------------------------------------ | --- | -------------------------------- |
| Long-Brennofen     | Drachen-Brennofen (vgl. jap. jagama) | Brennofentyp dessen Namen sich von seiner sich hangaufwärts erstreckenden Form herleitet, die dem Schwanz eines Drachen ähnlich ist, meist in Südchina (Foto) | Shiwan-Brennofen, Yuxi-Brennofen |
| Danxing-Brennofen  | Eiförmiger Brennofen                 | in der Form einer Eihälfte, entwickelte sich aus den Flaschenkürbisförmigen Brennöfen der späten Yuan- und frühen Ming-Zeit (Foto und Skizze)                 | Jingdezhen                       |
| Mantou-Brennofen   | Mantou-Brennofen                     | Mantou (馒头, Mántou – „Dampfbrötchen“, Foto, Skizze) |                                  |
| Jieji-Brennofen    | Stufenförmiger Brennofen             | (Skizze) |                                  |
| Huluxing-Brennofen | Flaschenkürbisförmiger Brennofen     | (Foto) |                                  |